# ベナディール大学
ベナディール大学（Benadir University）は、ソマリアの首都モガディシュにある大学。2002年に医師養成を目的として医学部が設立され、その後4つの学部が設立された。2007年時点では、ベナディール大学には医学部、教育学部、理工学部、情報科学部、シャリーア・法学部（イスラム法学部）の5学部が存在した。
2009年12月、モガディシュのシャモホテルにおいて行われたベナディール大学の卒業式において爆弾テロがあり、22人が死亡し少なくとも40人が負傷した。この爆発によって、参列していたソマリア暫定連邦政府のイブラヒム・ハッサン・アドウ高等教育相、カマール・アデン・アリ保健相、モハメド・アブドラヒ・ワエレ教育相の3人の大臣が死亡した。
2011年時点では、生徒は500人以上であり、
イスラム法学部はアラビア学科として教育学部の下部組織となっていて、4学部構成である。